# Crescent Dunes Solar Energy Project

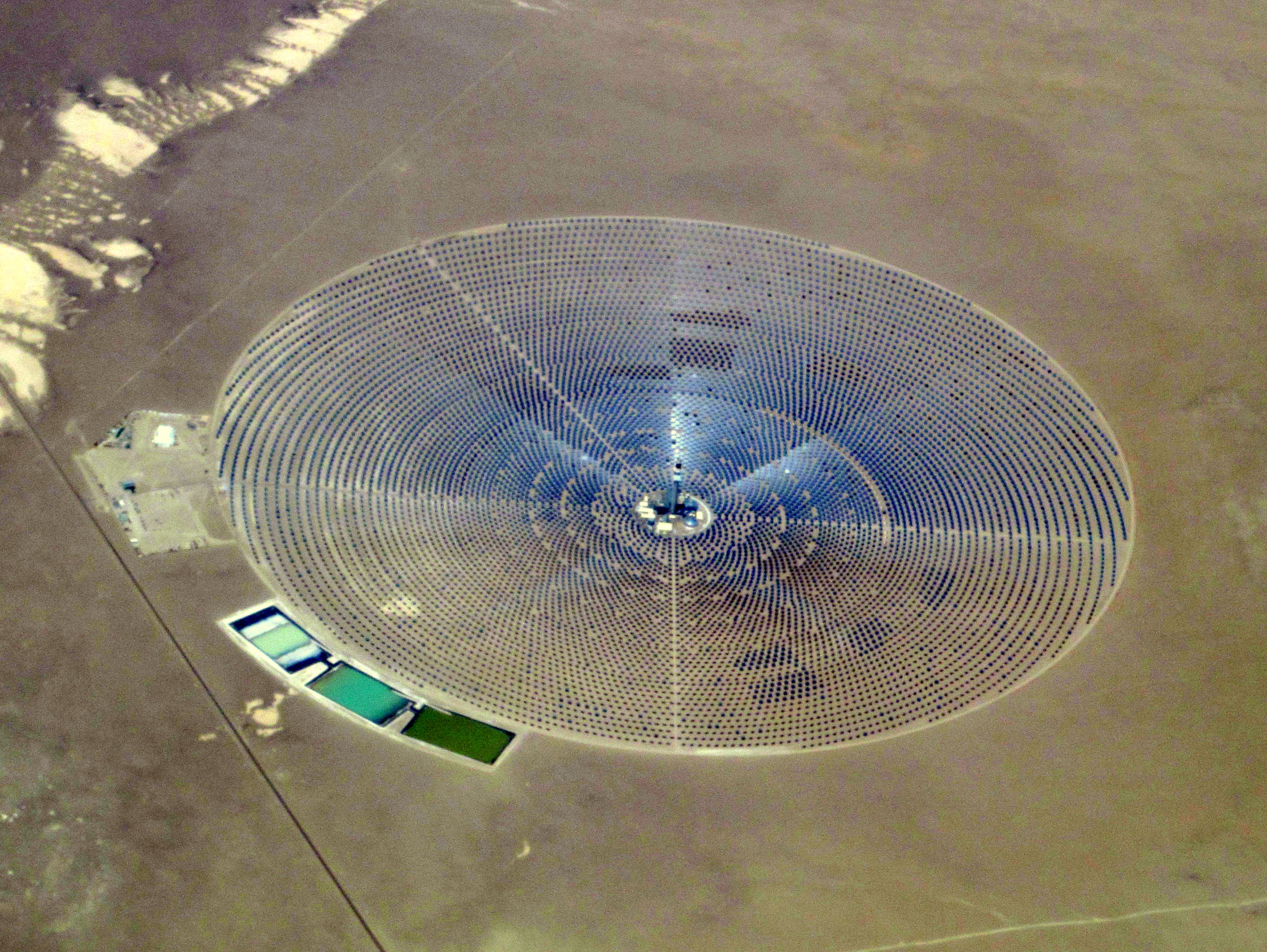
Luftbild (2017)

Das Crescent Dunes Solar Energy Project ist ein US-amerikanisches Sonnenwärmekraftwerk in Solarturm-Bauweise mit einer Leistung von etwa 110 Megawatt. Es liegt in der Nähe von Tonopah, Nevada.

## Geschichte
Die Anlage ging 2015 in Betrieb. Zwischen 2019 und 2021 war es wegen Unwirtschaftlichkeit stillgelegt. Das Kraftwerk hatte seine beabsichtigte Stromproduktion erheblich verfehlt, da es nur etwa 40 % seiner geplanten Menge erreichte. Statt einem geplanten Nutzungsgrad von 51,9 % lag er 2018 bei nur 20,3 %, was zu Klagen führte. Im April 2019 erfolgte die vorläufige Stilllegung nach der Kündigung des letzten Kunden und aufgrund eines Insolvenzverfahrens des Betreibers, auch Probleme mit den Salztanks wurden als Grund genannt.
Im Juli 2021 wurde der Betrieb für einen neuen Kunden, NV Energy, wiederaufgenommen; während der Betriebspause wurde die Dampfturbine erneuert.
Crescent Dunes war das erste Concentrated Solar Power (CSP)-Kraftwerk mit einem zentralen Receiver-Turm (Solarturmkraftwerk) und einer fortschrittlichen Salzschmelze-Energiespeichertechnologie von SolarReserve. Das Kraftwerk wurde von SolarReserve entwickelt und befindet sich im Besitz von Tonopah Solar Energy, LLC. Es sollte weniger als 1 Milliarde Dollar kosten und wurde durch eine Kreditgarantie der US-Regierung in Höhe von 737 Millionen Dollar abgesichert.

## Umweltaspekte
Vögel, die versehentlich in Turmnähe durchflogen, wurden in der Luft mit sichtbarer Rauchspur lebendigen Leibes verbrannt oder angebraten und fielen dort mit versengtem Gefieder zu Boden. Biologen zufolge sollen der Anlage je nach Jahreszeit zwischen zehn Vögeln im Monat bis zu mehreren Hundert Exemplaren täglich zum Opfer gefallen sein. Die frischen Kadaver ernährten streunende Katzen oder wurden von Aasfressern verzehrt.